# همیار آی‌تی (دستیار فناوری اطلاعات)
همیار آی تی یا دستیار آی‌تی (به انگلیسی: IT Asistant) معمولاً به فردی گفته می‌شود که در سازمان‌های مرتبط با فناوری اطلاعات به عنوان کارمند مشغول به کار است، از آن‌جایی که عبارت فناوری اطلاعات به اختصار آی‌تی نامیده می‌شود، کارمند فناوری اطلاعات را نیز کارمند آی‌تی یا دستیار آی‌تی می‌نامند.

## همیار فناوری اطلاعات (کارمند آی‌تی)
فردی که به عنوان یک کارمند آی‌تی مشغول به کار است وظایفی همچون نظارت بر فرایندهای فناوری اطلاعات سازمان، هدایت تیم‌های آی‌تی و همچنین کنترل سیستم‌های اطلاعاتی و تکنولوژی سازمان را بر عهده دارد.

## پیش‌نیازهای تحصیلی کارمندهای آی‌تی
دانش آموختهٔ کارشناسی یا کارشناسی ارشد در زمینه‌های مرتبط مانند فناوری اطلاعات، علوم کامپیوتر، الکترونیک، نرم‌افزار، سیستم‌های اطلاعاتی و شبکه‌های کامپیوتری بوده و دارای مهارت‌های ارتباطی و اجتماعی در این زمینه باشد.

## وظایف اصلی کارمندان آی‌تی
کارمندان آی‌تی باید قادر باشند مشکلات مرتبط کاربران را بافته و آن‌ها را به بخش فناوری اطلاعات منتقل کرده یا برطرف کنند، از سوی دیگر وظیفهٔ تأمین امنیت سیستم‌های اطلاعاتی و شبکه‌های سازمان، تشخیص نرم‌افزار مناسب برای دستیابی به اهداف سازمان و اجرای صحیح نرم‌افزاری و سخت‌افزاری زیرساخت‌های سازمان بر عهدهٔ کارمندان آی‌تی است.